# Anna Plesingerová-Božinová
Anna Plesingerová-Božinová, rozená Cerhová, křtěná Anna Antonie (20. dubna 1883 Praha – 24. listopadu 1977 Praha), byla česká malířka.

## Život
Narodila se v Praze na Novém Městě do rodiny účetního rolnické pojišťovny Jana Cerhy a jeho ženy Ludvíka Aloisie roz. Řehákové. Anna Cerhová zprvu studovala v letech 1898–1899 na Uměleckoprůmyslové škole v Praze u profesora J. Schikanedera v oddělení všeobecné školy dámského kreslení. Následně odcestovala do Mnichova, kde navštěvovala soukromou maířskou školu Wilhelma von Debschitze. 
Rovněž navštěvovala soukromou malířskou školu Al. Kalvody, se kterou vystavovala v r. 1904 a již jako "absolventka" v r. 1905.  Alois Kalvoda ji považoval za nejtalentovanější žačku své školy: "Je to duše jemná, hluboce založená, snivá, která miluje něžné, zatulené koutky v přírodě. Její subjektivní pochopení je až překvapující, v barvách skorem rozcitlivělých zachycuje náladu, vtělujíc v plátno ono melancholické ticho těhcto koutečků." (Máj, 2. 9. 1904)
V roce 1905 se stala členkou Spolku výtvarných umělců Mánes
V roce 1912 se provdala za Miroslava Plesingera s nímž měla 5 dětí, nejmladší dcera Dagmar Plesingerová (1926–2012) později působila jako úspěšná herečka v divadle F. X. Šaldy v Liberci. Další dcera, Vlasta Plesingerová-Božinová (1913–1948), byla jednou z první čtveřice československých letušek. Zahynula při letecké nehodě.
Od roku 1925 pobývala s manželem v Dánsku, po roce 1933 se vrátila zpět do vlasti a následně se téměř neúčastni veřejného života a svá díla nevystavovala. Pozdější životní osudy manželky významného československého legionáře a diplomata jí neumožnily, aby se mohla plně věnovat své malířské tvorbě. Anna Plesingerová-Božinová zemřela koncem listopadu roku 1977 v Praze.

## Zastoupení jejích děl ve sbírkách
Obrazy Anny Plesingerové-Božinové vlastní Oblastní galerie v Liberci. Větší soubor předmětů historické nebo umělecké hodnoty zakoupilo Národní muzeum v Praze v roce 2016 z dědictví. Významnou sbírku obrazů vlastní Moravská galerie v Brně